# 1600er
Portal Geschichte | Portal Biografien | Aktuelle Ereignisse | Jahreskalender | Tagesartikel

◄ |
16. Jh. |
17. Jahrhundert
| 18. Jh. | ►

◄ |
1570er |
1580er |
1590er |
1600er
| 1610er | 1620er | 1630er | ►

1600 |
1601 |
1602 |
1603 |
1604 |
1605 |
1606 |
1607 |
1608 |
1609

## Ereignisse
- 1600: Der erst 1629 endende Polnisch-Schwedische Krieg beginnt.
- 1600: Giordano Bruno weigert sich, seine Lehren zu widerrufen und stirbt auf dem Scheiterhaufen.
- 1607: Gründung der Universität Gießen durch Landgraf Ludwig V. nach Erteilung des kaiserlichen Privilegs.

## Wissenschaft
- 1609: Johannes Kepler veröffentlicht die beiden ersten Keplerschen Gesetze in der Astronomia nova (Neue Astronomie).
- 1609: Galileo Galilei konstruiert in Venedig sein astronomisches Fernrohr.

## Kultur
- 1603: Der Steuereinzieher Miguel de Cervantes sitzt wegen Steuerhinterziehung im Gefängnis und schreibt dort den Roman Don Quijote.

## Persönlichkeiten
- Heinrich IV., König von Frankreich
- Rudolf II., Kaiser des Heiligen Römischen Reiches Deutscher Nation, König von Ungarn, König von Böhmen
- Matthias, Kaiser des Heiligen Römischen Reiches Deutscher Nation, König von Ungarn, König von Böhmen
- Philipp III., König von Spanien, Neapel, Sizilien und Portugal
- Joachim Friedrich, Kurfürst von Brandenburg
- Johann Sigismund, Herzog von Preußen und Kurfürst von Brandenburg
- Paul V., Papst
- Leo XI., Papst
- Wassili IV., Zar in Russland
- Boris Godunow, Zar in Russland
- Jakob I., König von England, Schottland und Irland
- Elisabeth I., Königin von England und Irland
- Go-Yōzei, Kaiser von Japan
- Wanli, Kaiser von China